# Buritica
Buritica (pl. Buriticaes), jedno od plemena američkih Indijanaca koje je u vrijeme konkviste obitavalo uz brojne druge plemenske skupine na području današnjeg departmana Antioquia u Kolumbiji. Jezično su pripadali porodici cariban.